# Bethe-Gitter

Bethe-Gitter für z=3

Ein Bethe-Gitter (nach Hans Bethe), auch Cayley-Baum (nach Arthur Cayley) genannt, ist ein zusammenhängender, kreisfreier Graph, bei dem jeder Knoten mit z anderen Knoten verbunden ist (z wird auch Koordinationszahl genannt). Das Gitter kann als Baum angesehen werden, der von einem Ursprungsknoten aus wächst und bei dem alle höheren Knoten in Schalen um den Ursprungsknoten liegen. Der Ursprungsknoten kann als Wurzel oder Ursprung bezeichnet werden. Die Anzahl der Knoten in der k-ten Schale ist gegeben durch 
{\displaystyle N_{k}=z(z-1)^{k-1}\quad \mathrm {f{\ddot {u}}r} \quad k>0.}
Manchmal wird die Definition auch dahingehend geändert, dass der Ursprungsknoten z-1 Nachbarn hat.
Durch die eindeutige topologische Struktur ist die statistische Mechanik dieses Gittermodells oft exakt lösbar, ähnlich wie bei der Bethe-Näherung für solche Systeme. 
Ein verwandter Graph ist der Cayley-Graph.